# 延原景光
延原 景光（のぶはら かげみつ）は、戦国時代の武将。浦上氏、宇喜多氏の家臣。美作国英田郡上勝田郡勝間二城の城主。

## 略歴
天正6年（1578年）、宇喜多直家の謀反によって浦上家滅亡後、矢田山に隠遁した。播磨国に落ち延びていた主君・浦上宗景が浦上家復興を目指すべく、旧家臣らと共に蜂起し再度天神山城奪還に成功すると、景光は宇喜多直家に誘われ、天神山城攻略に参加。天神山城奪還を果たし、ついで美作侵攻の先鋒を任せられた。
天正7年（1579年）3月上旬、岡山を出発し手始めに雀部勘次郎が守る周匝の茶臼山城を攻略。同年4月下旬、後藤勝基の拠点倉掛山を攻めるが逆に包囲され景光の郎党17騎が討たれ、景光自身も深手を負う。位田村鳥貝山の城まで退いた。そこで本城である三星城が手薄になったと思った景光の郎党ら宇喜多勢は三星山へ攻め込んだが守りが固く、また倉掛山へ援軍として行っていた軍勢が戻り逆襲を受け鳥貝山へ撤退した。景光は和田助四郎と相談し鳥貝山を勝間と名を改めた。その後、宇喜多直家より加勢として西尾文五郎が来る。景光は力攻めを避け、後藤方に内通として安藤相馬を見つけることに成功した。景光は再び三星城を攻め戦いも半ばにさしかかった頃、安藤相馬によって城中に火が放たれ混乱した後藤方に総攻撃をし三星城を落とした。
その後、景光は皿山の城を攻め城主・花房五郎衛門を降伏させ、備前に帰還。これにより、宇喜多氏は美作一円の併呑に成功した。
その後、景光は矢田山に隠棲し病死した。